# Лозуватка (притока Боковеньки)
Лозуватка, Лозоватка — річка у Кропивницькому районі Кіровоградської області, права притока Боковеньки (басейн Дніпра).

## Опис
Довжина річки 12 км., похил річки — 6,4 м/км. Формується з декількох безіменних струмків та багатьох водойм. Площа басейну 72,9 км².

## Розташування
Лозуватка бере початок з водойми на околиці Долинська. Тече переважно на південний схід у межах села Пелагеївки. У селі Олександрівка впадає у річку Боковеньку, праву притоку Бокової.